# Christopher B. Donnan
Christopher Bruce Donnan (* 29. Juni 1940 in Covina, USA) ist ein US-amerikanischer archäologischer Anthropologe, emeritierter Hochschullehrer und Museumsleiter. Er gilt als führender Experte für die Moche-Kultur im Norden Perus.

## Wirken
Donnan erwarb 1968 den Ph.D. in Anthropologie an der University of California in Berkeley. Neben den Moche erforschte er die präkolumbischen Kulturen und ihre Kunst im Norden Perus. Donnan machte bedeutende archäologische Funde, zu denen die Gräber von Pacatnamú, Sipán, San José de Moro und Dos Cabezas gehören. Er wurde zum Professor für Anthropologie an der University of California, Los Angeles (UCLA) berufen. Ferner kuratierte er drei große Ausstellungen, 1977 über die Kunst der Moche, 1992 über die antike Kunst Perus und mit seinem peruanischen Kollegen Walter Alva eine weitere über die Königsgräber von Sipán. Von 1981 bis 1996 leitete er das Fowler Museum an der UCLA.
In fünfzig Jahren hat Donnan mehr als 85 Bücher und Artikel verfasst. Er führte eine ausführliche Untersuchung an über 900 Porträtgefäßen der Moche durch und wies nach, dass die Herstellung dieser Gabelhalsflaschen in zeitlicher und örtlicher Hinsicht begrenzt war. Donnan „revolutionierte“ die ikonografische Untersuchung der bildenden Kunst dieser Kultur. Er ging die Darstellungen thematisch an, verband ikonografische sowie archäologische Ebenen der Analyse und dokumentierte die Dekorationen durch Fotografie und standardisierte Zeichnungen.
Der peruanische Präsident zeichnete Donnan mit dem Großkreuz (Gran Cruz) des Ordens El Sol del Perú aus. Im Jahr 2005 wurde er als Fellow in die American Academy of Arts and Sciences aufgenommen.

## Publikationen (Auswahl)
- Moche occupation of the Santa Valley, Peru. Los Angeles 1973.
- Moche Art and Iconography. Los Angeles 1976.
- Ancient Burial Patterns of the Moche Valley, Peru. Austin 1978.
- Burial Theme in Moche Iconography. Genealogical Publishing Company, 1979.
- Early Ceremonial Architecture in the Andes. Washington 1985.
- The Pacatnamu Papers. Los Angeles 1986.
- mit Walter Alva: Tumbas Reales de Sipán. Los Angeles 1993.
- Ceramics of Ancient Peru. Los Angeles 1993.
- Moche Art of Peru. Pre-Columbian Symbolic Communication. Los Angeles 1999.
- mit Donna McClelland: Moche Fineline Painting. Its Evolution and Its Artists. Los Angeles 1999.
- Moche Portraits from Ancient Peru. Austin 2003.
- Moche Tombs at Dos Cabezas. Los Angeles 2007.
- Chotuna and Chornancap. Excavating an Ancient Peruvian Legend. 2012.
- La Mina. Albuquerque 2022.

## Belege
1. 1 2 3  David Chicoine: Donnan, Christopher. In: Encyclopedia of Global Archaeology. Springer, Cham 2018.
2. ↑  Moche Masks from Northern Peru. (englisch, archivierte Version in web.archive.org vom 20. Januar 2012)
3. ↑  Joanne Pillsbury: Porträtgefäße. In: Werner Rutishauser (Hrsg.): Moche. 1000 Jahre vor den Inka. München 2023. ISBN 978-3-7774-4127-6. S. 31.
4. ↑  amacad.org: Christopher B. Donnan. (englisch, Stand: Dezember 2023)

| Personendaten    | Personendaten                                                     |
| ---------------- | ----------------------------------------------------------------- |
| NAME             | Donnan, Christopher B.                                            |
| ALTERNATIVNAMEN  | Donnan, Christopher Bruce (vollständiger Name)                    |
| KURZBESCHREIBUNG | US-amerikanischer Anthropologe, Hochschullehrer und Museumsleiter |
| GEBURTSDATUM     | 29. Juni 1940                                                     |
| GEBURTSORT       | Covina, USA                                                       |